# Diecezja Galway-Kilmacduagh
Diecezja Galway-Kilmacduagh – diecezja Kościoła katolickiego w Irlandii. Istnieje od 5 czerwca 1883 z połączenia diecezji Galway (istniejącej od 1831), diecezji Kilmacduagh (istniejącej od 1132) i diecezji Kilfenora (istniejącej od 1132).
Od 11 lutego 2022 diecezja pozostaje w unii in persona episcopi z diecezją Clonfert. Obie administratury posiadają wspólnego biskupa diecezjalnego, jednak zachowały odrębne kurie i katedry.

## Ordynariusze

### Biskupi Galway
- George Joseph Plunket Browne, 1831–1844
- Laurence O’Donnell, 1844–1855
- John MacEvilly, 1857–1881

### Biskupi Galway i Kilmacduagh
- Thomas Joseph Carr, 1883–1886
- Francis McCormack, 1887–1908
- Thomas O’Dea, 1909–1923
- Thomas O’Doherty, 1923–1936
- Michael Browne, 1937–1976
- Eamon Casey, 1976–1992
- James McLoughlin, 1993–2005
- Martin Drennan, 2005–2016
- Brendan Kelly, 2017–2022
- Michael Duignan, od 2022